# Стариков, Михаил Иванович
Михаил Иванович Стариков (1921—1990) — командир мотострелкового взвода 1-го батальона 19-й механизированной бригады 1-го механизированного корпуса 37-й армии Степного фронта, старший сержант. Герой Советского Союза.

## Биография
Родился 19 октября 1921 года в деревне Бахаревка Пермского уезда Пермской губернии, ныне в черте городе Пермь. Окончил 6 классов неполной средней школы. Работал чернорабочим в Гулькевичском райвоенкомате Краснодарского края.
В Красной Армии с марта 1942 года. С августа 1942 года до победы над Германией в Великой Отечественной войне сражался на Сталинградском, Степном, 2-м Украинском и 2-м Белорусском фронтах. Принимал участие в обороне Сталинграда, освобождении Украины, Польши, разгроме врага на территории Германии. Дважды ранен.
Звание Героя Советского Союза с вручением ордена Ленина и медали «Золотая Звезда» старшему сержанту Старикову Михаилу Ивановичу присвоено 20 декабря 1943 года за отвагу и мужество, проявленные при форсировании Днепра, захвате и удержании плацдарма на правом берегу реки.
После Победы продолжал службу в армии, в гарнизоне города Саратов. В августе 1945 года был осужден военным трибуналом Саратовского гарнизона за хулиганство на 2 года условно. При задержании награды были изъяты, в апреле 1950 года был на приеме у Председателя Президиума Верховного Совета СССР Шверника и награды были возвращены.
С февраля 1949 года стал работать во 2-м Елшанском участке буровым рабочим, затем работал грузчиком на Приволжской железной дороге.
Жил в городе Саратов.
Умер в 1990 году. Похоронен в Саратове.
19 октября 2007 года в Саратове на фасаде дома 48а по улице Чернышевского, где жил Герой, установлена мемориальная доска.
Награждён орденами Ленина, Отечественной войны 1-й степени, медалями «За отвагу», «За оборону Сталинграда» и тремя другими медалями.